# Bulbophyllum ustusfortiter
Bulbophyllum ustusfortiter är en orkidéart som beskrevs av Jaap J. Vermeulen. Bulbophyllum ustusfortiter ingår i släktet Bulbophyllum och familjen orkidéer. Inga underarter finns listade i Catalogue of Life.